# František Nušl
František Nušl (Jindřichův Hradec, 3 de diciembre de 1867 - Praga, 17 de septiembre de 1951) fue un astrónomo y matemático checo.

## Vida
Después de cursar la enseñanza secundaria en su localidad natal, Nušl estudió física y astronomía en Praga, donde conoció entre otros el futuro presidente de Checoslovaquia, Tomáš Masaryk, al lingüista Jan Gebauer y al historiador Josef Goll, con quien colaboró en la Enciclopedia Otto. Después de 1893 enseñó matemáticas en varias escuelas secundarias y se asoció con J. J. Frič, un fabricante de instrumentos de precisión. En 1898 Frič compró un gran terreno en Ondřejov, unos 50 km al sureste de Praga, donde establecieron un observatorio astronómico.
Desde 1904 Nušl fue profesor asistente de astronomía en la Universidad Carolina y después de 1908 profesor de matemáticas en la Universidad Técnica Checa de Praga. En 1917, fue uno de los fundadores de la Sociedad Astronómica Checa, cuyo presidente sería más adelante. En 1928 Frič donó el bien equipado Observatorio de Ondřejov a la Universidad de Carolina y al estado checoslovaco y Nušl se convirtió en su primer director. Fue miembro y vicepresidente temporal de la Unión Astronómica Internacional y participó en el establecimiento del popular Observatorio de Štefánik en la colina de Petřín en Praga. Nušl era un músico talentoso, tocaba la viola y era miembro de un coro de Praga. Estaba casado y tenía tres hijos.

## Trabajo
Nušl fue un experto muy dotado, particularmente interesado en la óptica geométrica y en instrumentos geodésicos. Su instrumento circumzenital, desarrollado conjuntamente con Frič, era un ingenioso instrumento portátil usado para determinar con precisión coordenadas geodésicas. El método utilizado estaba basado en las propiedades de horizontalidad del mercurio y permitía establecer coordenadas locales con un error de unos 10 m, superado solo mucho más tarde por la navegación por satélite. Para reducir el error causado por el observador, Nušl desarrolló un "micrómetro impersonal": en lugar de pulsar un botón en el momento del paso de una estrella, el observador colocaba el instrumento para seguir exactamente el movimiento de la estrella y el momento del tránsito quedaba señalado automáticamente.

## Premios y honores
- Desde 1999, la Sociedad Astronómica Checa ha otorgado el "Premio František Nušl" como reconocimiento a los logros de su vida.
- El cráter lunar Nušl lleva este nombre en su memoria.[1]
- El asteroide (3424) Nusl también conmemora su nombre.
- El observatorio astronómico en su ciudad natal Jindřichův Hradec lleva su nombre.